# Samo sloga Srbina spasava

Flagge mit „Serbischem Kreuz“, bei dem die vereinfacht als kyrillische C-Buchstaben dargestellten Feuerstähle für den Slogan Samo sloga Srbina spasava stehen

Samo sloga Srbina spasava (serbisch-kyrillisch Само слога Србина спасава; deutsch Nur Eintracht rettet den Serben) ist ein populärer serbischer Slogan und gilt als inoffizieller nationaler Wahlspruch Serbiens.
Er ist Ausdruck und Erinnerung an eine Mahnung gegen Verrat und Uneinigkeit, die in der serbischen Überlieferung als Hauptgründe für den Untergang des mittelalterlichen serbischen Reiches angesehen werden. Der Slogan symbolisiert auch die nationalromantische Vorstellung (siehe u. a. Großserbien), wonach nur die nationale (im Kommunismus soziale) Solidarität und territoriale Einigkeit die Serben „retten“ könne. Der Slogan und seine grafische Entsprechung, das sogenannte serbische Kreuz, werden häufig als nationalistisches Symbol verstanden, während es für andere wiederum ein nationales Symbol oder Ausdruck von Patriotismus ist.
Das „serbische Kreuz“ ist eine vereinfachte Darstellung wesentlicher Bestandteile des serbischen Wappens, aus dem der Slogan herausgedeutet wurde. Dabei wurden die vier Beta-Buchstaben der Palaiologenflagge (de facto der damaligen byzantinischen Reichsflagge) als Feuerstähle ausgelegt und im Wappen aufgrund ihrer Ähnlichkeit in kyrillische С-Buchstaben (gleich dem lateinischen Buchstaben S) umgedeutet, welche die Anfangsbuchstaben der Alliteration Само слога Србина спасава bilden sollen. In der Form der С-Buchstaben erschien es 1397 zum ersten Mal in Serbien, welches Byzanz nacheiferte, auf den Ketten eines Leuchters im Kloster Visoki Dečani.
Von 1947 bis 2004 bildeten die vier Buchstaben C ebenso das Wappen der Sozialistischen Republik Serbien, jedoch ohne das Kreuz im Zentrum.

## Geschichte

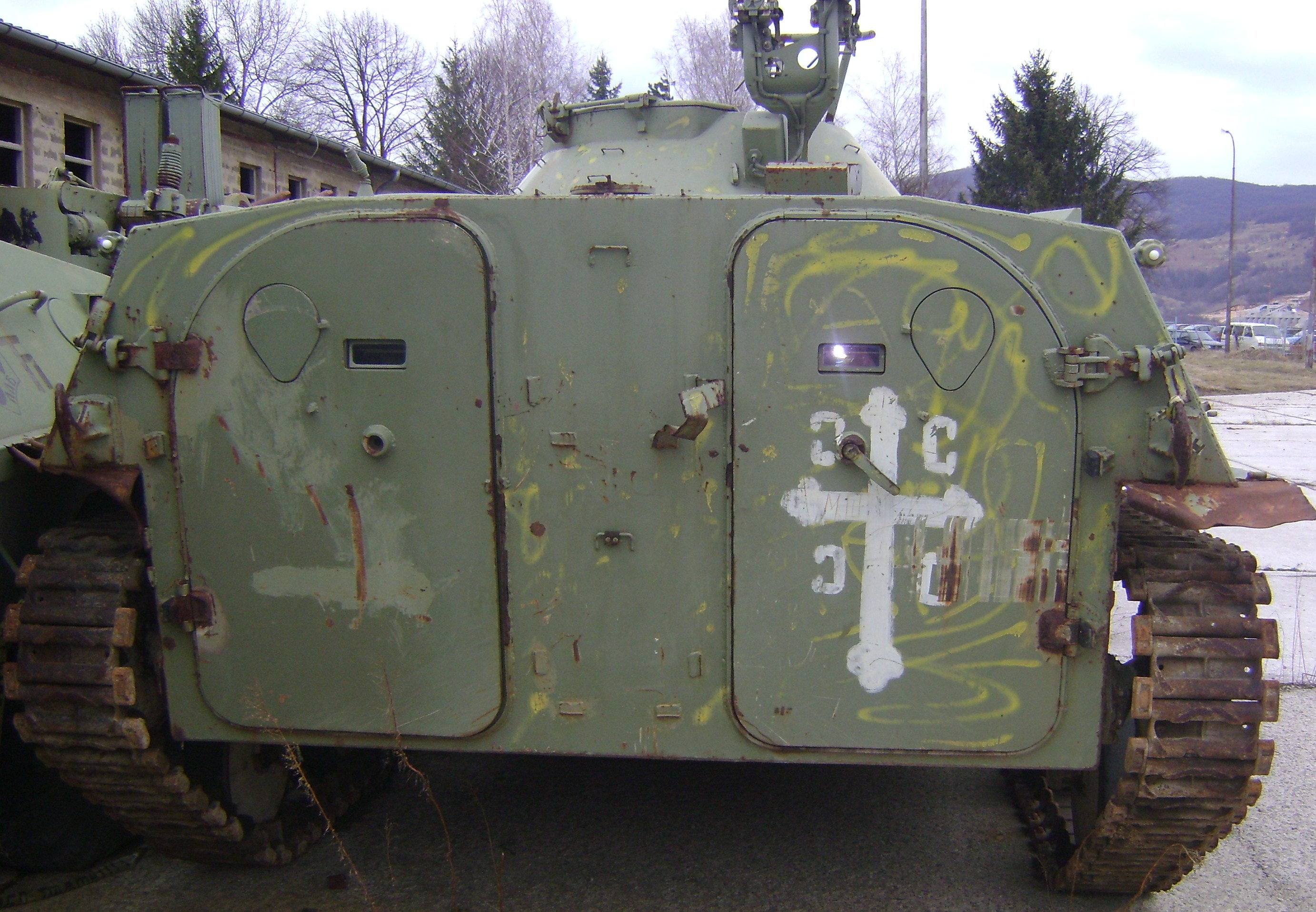
Serbisches Kreuz mit den vier „C“ auf der Heckklappe eines ausgemusterten M-80-Panzers der ehemaligen Vojska Republike Srpske.

Einer Legende nach wird der Slogan Sava von Serbien (1175–1236) zugeschrieben, einem Mönch und späteren Schutzheiligen der serbisch-orthodoxen Kirche. Danach sollten die Serben damals gezwungen werden, zum Katholizismus überzutreten. Sava soll die Serben mit diesem Slogan, der sogenannten „Ocila-Phrase“ (serbisch ocila/оцила, auch ognjilo/огњило oder očilo/очило für den Feuerstahl), zum Widerstand und zur Einheit sowie Gründung einer eigenen unabhängigen (orthodoxen) Kirche aufgefordert haben. Zur Unterstreichung dieser Legende gibt es den serbischen Sinnspruch:

„Lepo nam je reko Sveti Sava,
samo sloga Srbina spasava.“

„Schön hat es uns der Heilige Sava gesagt,
nur Eintracht rettet den Serben.“

Der Slogan soll sich jedoch als volkstümliche Ausdeutung der vier Feuerstähle frühestens im 18. Jahrhundert, als auch bei den Serben die Nationenbildung einsetzte, herausgebildet haben. Erst im 19. Jahrhundert etablierten sich künstliche Buchstabenerklärungen für die Feuerstähle, die immer als solche angesehenen wurden. Die vier Feuerstähle des serbischen Wappens wurden unterschiedlich interpretiert, meistens aber mit diesem CCCC-Slogan. Andere Interpretationen waren beispielsweise Sama Srbija Sebe Spasila (Serbien rettete sich selbst alleine), Samo Srbin Srbina Spasava (Nur der Serbe rettet den Serben), Sveti Sava Srpska Slava (Heiliger Sava – serbische Gloria) oder auch einfach Srbija Srbija Srbija Srbija oder Sava Sava Sava Sava.
Die Ende des 19. Jahrhunderts erfolgreich abgeschlossene Phase der nationalrevolutionären Erhebung der Serben führte zur Unabhängigkeit Serbiens vom osmanischen Reich und zur Erneuerung des Staates. Da Verrat, aber auch Ungehorsam und Uneinigkeit als Hauptgründe für den Untergang des serbischen Staates im 15. Jahrhundert angesehen wurden, nahm die Mahnung zur Einheit einen besonderen Stellenwert bei den Serben ein. Der Slogan ist ein Ausdruck dieser Mahnung, indem er eine dauerhafte Erinnerung darstellt.

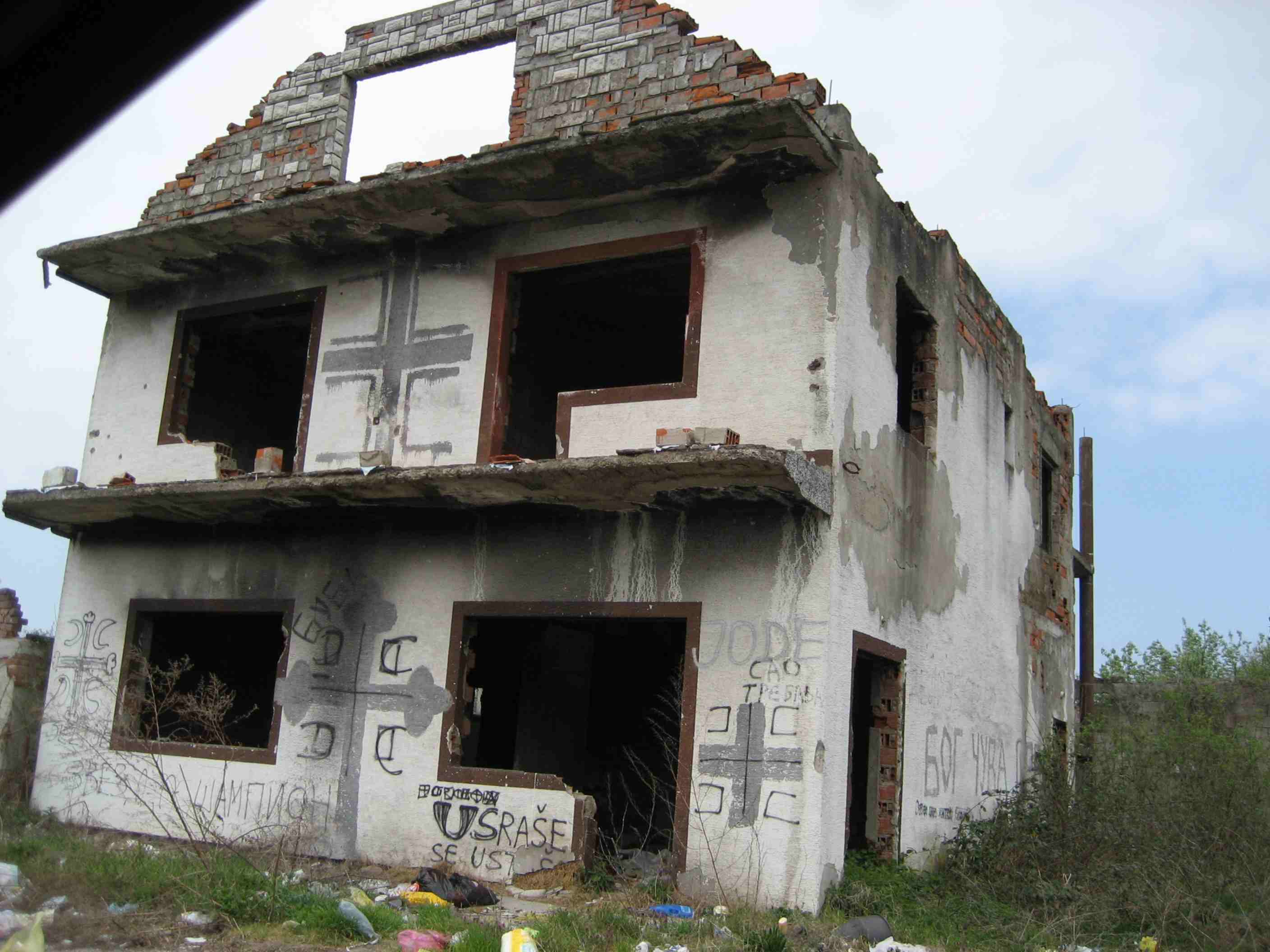
Serbische Kreuze und Parolen auf einem zerstörten Wohnhaus in Bosnien

Der Slogan wurde seit Mitte der 1980er Jahre wieder als Zeichen nationaler Euphorie im serbischen Alltag allgegenwärtig. Zu finden in der Werbung, auf Autoaufklebern, Transparenten, Emblemen politischer Parteien und Sport-Souvenirs, sowie als Graffiti. In den serbisch besiedelten Gebieten von Bosnien und Herzegowina erschien es erst Anfang der 1990er im Alltag.
Während der Kriege der 1990er Jahre in Kroatien, Bosnien und Kosovo wurde das Serbische Kreuz und der damit verbundene Slogan als Symbol von regulären militärischen und auch irregulären paramilitärischen serbischen Einheiten (sogenannten Tschetniks) verwendet. Analog zum Schachbrettwappen der katholischen Kroaten und dem Lilienwappen der muslimischen Bosniaken war es häufig als Graffiti in eroberten Gebieten zu sehen. Häufig auch kombiniert mit den Buchstaben JNA für Jugoslovenska narodna armija (Jugoslawische Volksarmee).
Auch nach dem Krieg in Bosnien-Herzegowina löste nur der Anblick der bosnisch-serbischen Flagge mit den vier kyrillischen C für den Slogan bei vertriebenen Angehörigen anderer Volksgruppen Angst und Aggressionen aus.

## Sonstiges
Am 26. März 2013 lobte der slowenische Politiker und Abgeordnete des europäischen Parlaments Jelko Kacin die Einigkeit der kosovo-serbischen Vertreter vor dem EU-Parlament mit dem Slogan: Bravo Srbi, samo sloga Srbe spasava (Bravo Serben, nur Eintracht rettet die Serben).